# Tirupati
Tirupati es una ciudad y  municipio situada en el distrito de Chittoor en el estado de Andhra Pradesh (India). Su población es de 295 323 habitantes (2011), y el área metropolitana cuenta con 461 900 habitantes. Es la novena ciudad del estado por población y la séptima aglomeración urbana. Se encuentra a 66 km de Chittoor y a 124 km de Chennai. 

## Demografía
Según el censo de 2011 la población de Tirupati era de 295 323 habitantes, de los cuales 150 125 eran hombres y 145 128 eran mujeres. Tirupati tiene una tasa media de alfabetización del 86,97%, superior a la media estatal del 67,02%: la alfabetización masculina es del 91,84%, y la alfabetización femenina del 81,96%.

## Clima
| Parámetros climáticos promedio de Tirupati (Tirupati Airport) 1981–2010, extremes 1981–2012 | Parámetros climáticos promedio de Tirupati (Tirupati Airport) 1981–2010, extremes 1981–2012 | Parámetros climáticos promedio de Tirupati (Tirupati Airport) 1981–2010, extremes 1981–2012 | Parámetros climáticos promedio de Tirupati (Tirupati Airport) 1981–2010, extremes 1981–2012 | Parámetros climáticos promedio de Tirupati (Tirupati Airport) 1981–2010, extremes 1981–2012 | Parámetros climáticos promedio de Tirupati (Tirupati Airport) 1981–2010, extremes 1981–2012 | Parámetros climáticos promedio de Tirupati (Tirupati Airport) 1981–2010, extremes 1981–2012 | Parámetros climáticos promedio de Tirupati (Tirupati Airport) 1981–2010, extremes 1981–2012 | Parámetros climáticos promedio de Tirupati (Tirupati Airport) 1981–2010, extremes 1981–2012 | Parámetros climáticos promedio de Tirupati (Tirupati Airport) 1981–2010, extremes 1981–2012 | Parámetros climáticos promedio de Tirupati (Tirupati Airport) 1981–2010, extremes 1981–2012 | Parámetros climáticos promedio de Tirupati (Tirupati Airport) 1981–2010, extremes 1981–2012 | Parámetros climáticos promedio de Tirupati (Tirupati Airport) 1981–2010, extremes 1981–2012 | Parámetros climáticos promedio de Tirupati (Tirupati Airport) 1981–2010, extremes 1981–2012 |
| Mes                                                                                         | Ene.                                                                                        | Feb.                                                                                        | Mar.                                                                                        | Abr.                                                                                        | May.                                                                                        | Jun.                                                                                        | Jul.                                                                                        | Ago.                                                                                        | Sep.                                                                                        | Oct.                                                                                        | Nov.                                                                                        | Dic.                                                                                        | Anual                                                                                       |
| ------------------------------------------------------------------------------------------- | ------------------------------------------------------------------------------------------- | ------------------------------------------------------------------------------------------- | ------------------------------------------------------------------------------------------- | ------------------------------------------------------------------------------------------- | ------------------------------------------------------------------------------------------- | ------------------------------------------------------------------------------------------- | ------------------------------------------------------------------------------------------- | ------------------------------------------------------------------------------------------- | ------------------------------------------------------------------------------------------- | ------------------------------------------------------------------------------------------- | ------------------------------------------------------------------------------------------- | ------------------------------------------------------------------------------------------- | ------------------------------------------------------------------------------------------- |
| Temp. máx. abs. (°C)                                                                        | 35.6                                                                                        | 39.5                                                                                        | 43.0                                                                                        | 44.2                                                                                        | 45.0                                                                                        | 45.2                                                                                        | 40.6                                                                                        | 40.0                                                                                        | 43.1                                                                                        | 37.8                                                                                        | 34.8                                                                                        | 34.3                                                                                        | 45.2                                                                                        |
| Temp. máx. media (°C)                                                                       | 30.0                                                                                        | 33.1                                                                                        | 36.8                                                                                        | 39.2                                                                                        | 40.3                                                                                        | 37.9                                                                                        | 35.9                                                                                        | 35.0                                                                                        | 34.9                                                                                        | 32.8                                                                                        | 30.2                                                                                        | 29.0                                                                                        | 34.6                                                                                        |
| Temp. mín. media (°C)                                                                       | 18.8                                                                                        | 19.9                                                                                        | 22.8                                                                                        | 26.2                                                                                        | 28.0                                                                                        | 27.3                                                                                        | 26.1                                                                                        | 25.7                                                                                        | 25.2                                                                                        | 23.7                                                                                        | 21.8                                                                                        | 19.9                                                                                        | 23.8                                                                                        |
| Temp. mín. abs. (°C)                                                                        | 12.9                                                                                        | 11.9                                                                                        | 14.2                                                                                        | 20.0                                                                                        | 20.4                                                                                        | 21.5                                                                                        | 20.7                                                                                        | 21.8                                                                                        | 21.7                                                                                        | 16.5                                                                                        | 15.0                                                                                        | 13.5                                                                                        | 11.9                                                                                        |
| Lluvias (mm)                                                                                | 17.6                                                                                        | 5.1                                                                                         | 5.2                                                                                         | 15.9                                                                                        | 58.5                                                                                        | 77.0                                                                                        | 117.3                                                                                       | 127.3                                                                                       | 131.7                                                                                       | 205.2                                                                                       | 249.1                                                                                       | 116.2                                                                                       | 1126.1                                                                                      |
| Días de lluvias (≥ 1 mm)                                                                    | 1.1                                                                                         | 0.6                                                                                         | 0.5                                                                                         | 1.1                                                                                         | 2.8                                                                                         | 5.0                                                                                         | 7.9                                                                                         | 7.7                                                                                         | 7.0                                                                                         | 9.0                                                                                         | 9.4                                                                                         | 4.8                                                                                         | 56.9                                                                                        |
| Humedad relativa (%)                                                                        | 55                                                                                          | 45                                                                                          | 37                                                                                          | 37                                                                                          | 38                                                                                          | 45                                                                                          | 51                                                                                          | 52                                                                                          | 56                                                                                          | 65                                                                                          | 69                                                                                          | 65                                                                                          | 51                                                                                          |
| Fuente: India Meteorological Department                                                     |                                                                                             |                                                                                             |                                                                                             |                                                                                             |                                                                                             |                                                                                             |                                                                                             |                                                                                             |                                                                                             |                                                                                             |                                                                                             |                                                                                             |                                                                                             |